# De Boekerij
De Boekerij is een algemene uitgeverij en maakt deel uit van de samenwerkende uitgeverijen Meulenhoff Boekerij, een onderdeel van de Meulenhoff Lannoo Groep. Vóór januari 2010 maakte De Boekerij deel uit van de divisie Algemene Uitgeverijen van PCM Uitgevers.
De Boekerij is in 1986 ontstaan uit de verzelfstandiging van de algemene boekendivisie van uitgeverij Elsevier. "De boekerij" is ook een oude term voor het woord bibliotheek.

## Structuur
De uitgeverij telt vier fondsen:
ArenaFonds voor de uitgave van lichte literatuur en non-fictie verhalen. Bekende auteurs zijn onder anderen John Boyne, Lesley Downer en Hameeda Lakho.
De BoekerijFonds voor de uitgave van fictie voor volwassenen welke voornamelijk bestaat uit thrillers, avonturenromans, detectiveverhalen en spionageromans. Bekende auteurs zijn Harlan Coben, Michael Connelly, Allan Folsom, Colin Forbes, Nicci Gerrard, Philip Kerr, Ellis Peters, Kathy Reichs, Stephen King en Wilbur Smith.
ForumFonds voor de uitgave van non-fictie en (auto)biografieën. Bekende auteurs zijn Allen Carr en Susan Smit.
MynxFonds dat zich voornamelijk richt op de genres sciencefiction en fantasy. Bekende auteurs zijn onder anderen Douglas Adams, Terry Pratchett en J.R.R. Tolkien. Nederlandse auteurs in dit fonds zijn onder anderen W.J. Maryson, Tais Teng en Paul Evanby.